# Deivi Miguel Vieira
Deivi Miguel Vieira (Luanda, Angola; 10 de marzo de 2001), conocido como Gilberto o Gibelé, es un futbolista de Angola que juega en la posición de extremo con el Orlando Pirates de la Premier Soccer League.

## Carrera

### Club
| Periodo   | Club            |
| --------- | --------------- |
| 2019-2020 | Real Sambila    |
| 2020–2022 | CRD do Libolo   |
| 2022-2024 | Petro de Luanda |
| 2024-     | Orlando Pirates |

### Selección nacional
Debutó con Angola el 28 de agosto de 2022 ante Sudáfrica por la clasificación para el Campeonato Africano de Naciones de 2022 y su primer gol internacional lo anotó el 4 de septiembre de 2022 en la victoria por 4-1 ante el mismo rival por la misma competición.
Gilberto fue convocado para jugar en la Copa Africana de Naciones 2023, donde anotó un gol en la victoria por 3-2 sobre Mauritania en Bouaké.

## Logros
- Girabola: 2022–23
- Angola Cup: 2022–23